# Экономика Науру
Экономика Науру крошечная, исходя из численности населения в 2019 году всего в 11 550 человек. Экономика исторически была основана на добыче науруитов. Поскольку запасы первичных фосфатов были исчерпаны к концу 2010-х годов, Науру стремилось диверсифицировать свои источники дохода. В 2020 году основными источниками дохода Науру были продажа прав на рыболовство в территориальных водах Науру и доходы от Регионального процессингового центра (оффшорного австралийского центра содержания под стражей иммигрантов).

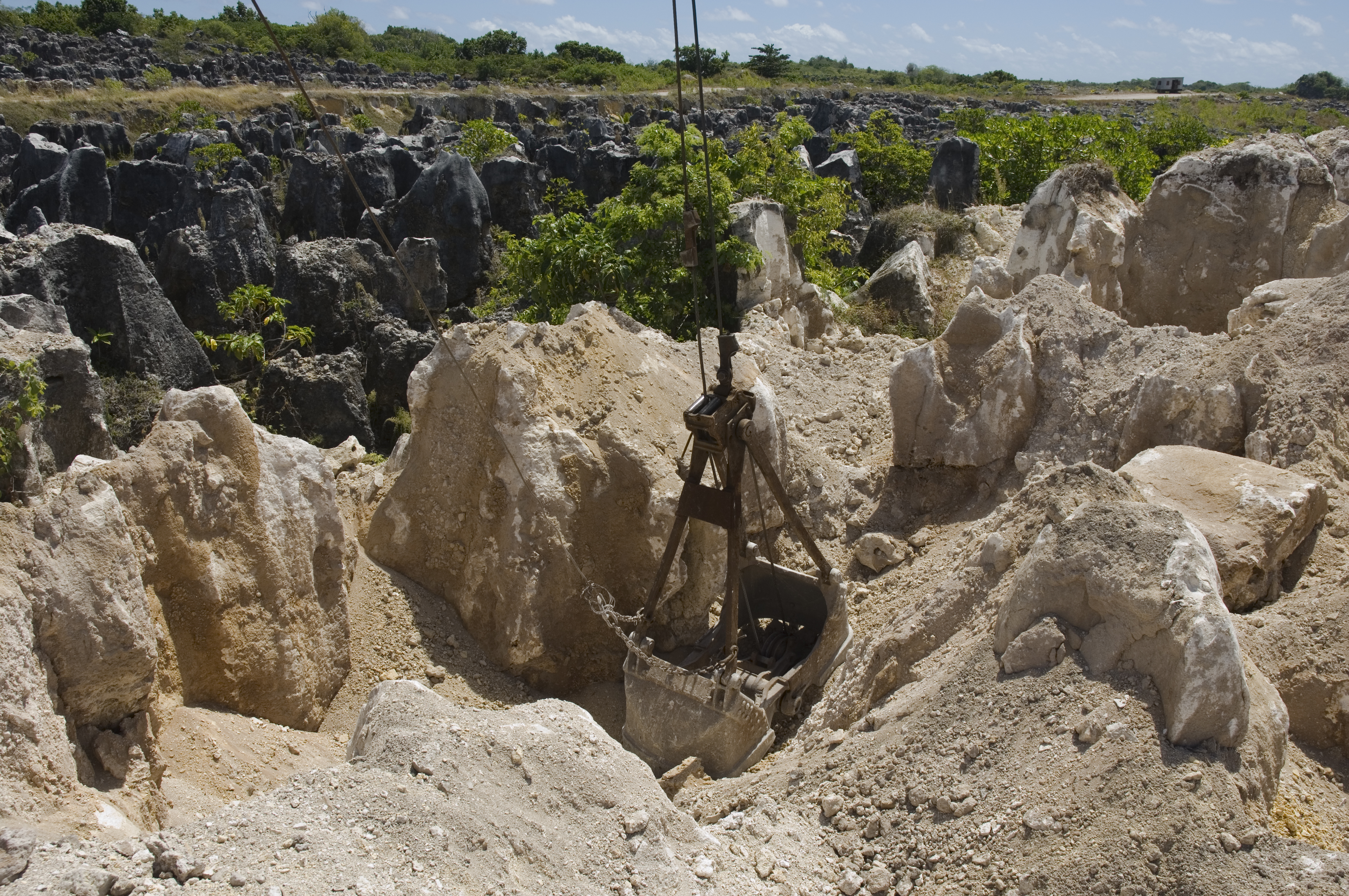
Вторичная добыча науруитов

Науру зависит от иностранной помощи, в основном из Австралии, Тайваня и Новой Зеландии.

## История
В годы после обретения независимости в 1968 году Науру обладал самым высоким ВВП на душу населения в мире благодаря своим богатым месторождениям фосфатов (науруита). 

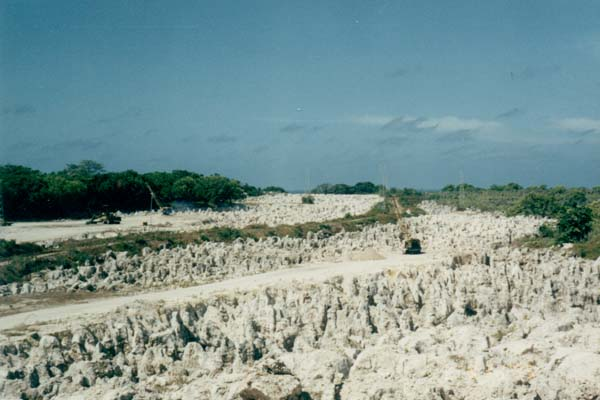
Карьер рядом с озером Буада

В изобилии располагавшая фосфоритами Республика Науру по доходу на душу населения — 13 тыс. долларов США — в 1970—1980-е годы — принадлежала к богатейшим странам мира. 
Валовой национальный продукт (ВВП) в 1986 году составлял 20 тыс. долларов США в расчёте на душу населения. 
Экономика острова тогда во многом зависела от притока рабочей силы извне — главным образом, из соседних островных государств — Кирибати и Тувалу. 
В то время стоимость экспорта фосфоритов вчетверо превышала сумму импорта, а основными внешнеторговыми партнёрами были Австралия, Новая Зеландия, Япония и Великобритания. 
Добыча фосфоритов оказала разрушительное воздействие на рельеф и растительный покров плато в центральной части острова. К 1989 году на территории, занимающей около 75 %, велись активные разработки, и около 90 % леса, покрывавшего плато, было уничтожено (сохранилось только 200 га растительного покрова). Какие-либо меры по рекультивации земель не проводились, и к концу XX века до 80 % суши превратилось в пустошь, напоминающую «лунный пейзаж».

В 1989 году Республика Науру подала иск в Международный суд ООН по поводу действий Австралии во время управления островом — и в особенности по поводу тяжёлых экологических последствий в результате разработок фосфоритов. Австралия вынуждена была выплачивать компенсацию. Истощение рудников привело также к политической нестабильности: с 1989 по 2003 год в стране 17 раз менялось правительство.
В ожидании истощения запасов фосфатов значительные суммы доходов от добычи фосфатов были инвестированы в недвижимость за рубежом и специальные аккумулирующие целевые фонды, призванные помочь смягчить переходный период и обеспечить экономическое будущее Науру. 
Однако, когда запасы полезного ископаемого почти исчерпались, оказалось, что государство недостаточно позаботилось о будущем страны: из-за больших расходов из целевых фондов, включая некоторые расточительные иностранные инвестиции, правительство в настоящее время сталкивается с фактическим банкротством. 
Чтобы сократить расходы, правительство призвало заморозить заработную плату, сократить перегруженные персоналом департаменты государственной службы, приватизировать многочисленные правительственные учреждения и закрыть некоторые зарубежные консульства Науру. Экономическая неопределенность, вызванная неумелым финансовым управлением и коррупцией, в сочетании с нехваткой основных товаров, привела к некоторым внутренним беспорядкам. В 2004 году Науру столкнулась с хаосом на фоне политических распрей и краха телекоммуникационной системы острова. Кроме того, продолжается ухудшение состояния жилья и больниц.
Существует несколько всеобъемлющих статистических данных об экономике Науру, оценки ВВП Науру сильно различаются. По данным Государственного департамента США, объём ВВП Науру в 2004 году составил 1 миллион долларов США. Науру получает около 20 миллионов долларов иностранной помощи в год от Австралии.
В 1990-е годы остров Науру превратился в офшорную зону. Там было зарегистрировано несколько сотен офшорных банков (в которые из России в 1998 году поступило вкладов на 70 млрд долларов США). 
Под давлением ФАТФ (Межправительственная комиссия по борьбе с отмыванием криминальных капиталов) и под угрозой санкций со стороны США Республика Науру была вынуждена в 2001 году ограничить, а в 2003 году — запретить деятельность офшорных банков и принять меры против отмывания денег.
Республика Науру занималась продажей паспортов иностранным гражданам (так называемые «паспорта инвестора»), но в последние годы от этой практики отказалась.
Значительную часть доходов страны в последние годы составляет австралийская помощь. Содержание на своей территории беженцев, стремящихся попасть в Австралию, является важным доходом страны, спонсируемым Австралией.
Экономика страны значительно выросла с 2012 года, благодаря возобновлению работы Регионального процессингового центра Науру, финансируемого Австралией.
В последнем бюджете Науру на 2022-23 гг. ожидаемые доходы составили 252,5 млн долларов, а расходы — 251,9 млн долларов (увеличение на 20 % по сравнению с бюджетом 2021-2022 годов) с профицитом в 549 000 долларов. Профицит будет использован для наращивания резервов наличности в банке и поддержки Науру в преодолении неопределенности в предстоящем году.

## Сельское хозяйство
Сельское хозяйство: на прибрежной полосе острова выращивают бананы, ананасы, папайю, манго, хлебное дерево, кокосовые пальмы, которые в основном идут на местный рынок.

### Рыболовство
Рыболовная индустрия Науру всё ещё находится в зачаточном положении: в стране насчитывается всего лишь два небольших рыболовецких судна, которые вылавливают рыбу в основном для внутреннего рынка. Часть выловленного тунца экспортируется в Австралию и Японию, однако доходы до сих пор очень низкие: в 2001 году, например, экспортировалось всего лишь около 600 кг тунца в неделю. 
В 2000 году на Науру появился первый рыбный рынок, который также обеспечил часть населения страны работой.
В последнее время значительным источником пополнения местного бюджета стали доходы от выдачи лицензий на право вылова рыбы в исключительной экономической зоне (ИЭЗ) страны. Так, в 2000 году доход составил около 8,5 млн австралийских долл. Основными партнёрами в этой сфере являются рыболовецкие компании из Китая, Южной Кореи, Тайваня, США и Японии.
На Науру также развивается аквакультура: в небольших искусственных водоёмах на острове разводится рыба ханос, в основном идущая на внутренний рынок.

## Промышленность
Промышленность:

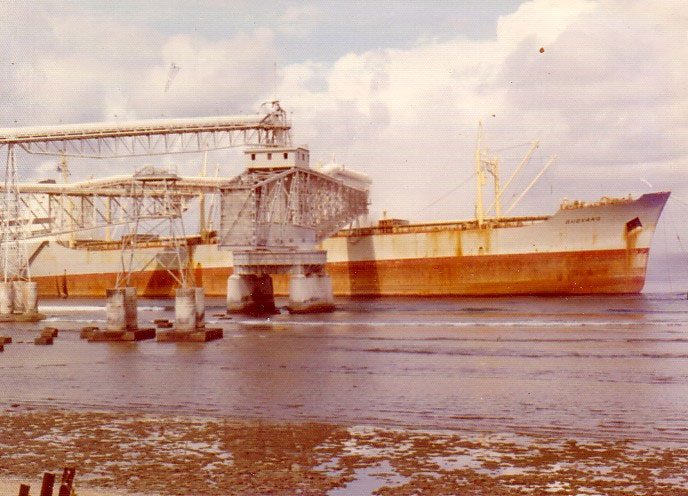
Погрузка фосфоритов на балкер с помощью транспортёра

в 1980-х годах добыча фосфоритов значительно снизилась (с 1,67 млн тонн в 1985—1986 гг. до 162 тысяч тонн в 2001‑2002 гг.) и в 2003 году была полностью прекращена. Но благодаря инвестициям австралийской компании по добыче фосфатов «Incitex Pivot» горнодобывающая инфраструктура была восстановлена, и уже в сентябре 2006 года возобновился экспорт фосфоритов. Предположительно, первичных запасов этой горной породы должно было хватить до 2009‑2010 года.
В страну ввозятся продовольствие, горючее, машины и оборудование, строительные материалы, потребительские товары.

## Сфера услуг
Время работы магазинов: с понедельника по пятницу — с 09:00 до 17:00, по субботам — с 09:00 до 13:00, но многие частные магазины работают по собственному графику.

### Туризм

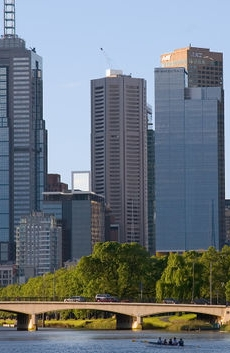
Науру-Хауз в Мельбурне (в центре). В прошлом это здание принадлежало Науруанской фосфатной компании, но в 2004 году было продано для погашения долгов

Туризм на острове ограничен по причине экологической загрязнённости, оставшейся после разработок фосфоритов. Для посещения Науру гражданам России виза не требуется. Со всех пассажиров, покидающих территорию страны, взимается аэропортовый сбор в размере 25 австралийских долларов, оплачиваемый непосредственно в аэропорту. От уплаты сбора освобождены дети в возрасте до 12 лет, члены экипажей, транзитные пассажиры и лица, имеющие на руках специальное письменное разрешение Министерства юстиции Науру.
В 2019 году решением парламента республики была создана Туристическая корпорация Науру, основной целью которой стало развитие туризма в стране.

## Транспорт
Длина автодорог на Науру составляет около 40 км. Длина дорог с твёрдым покрытием составляет 29 км, из которых 17 км расположены вдоль побережья. Из района фосфоритных разработок к побережью тянется 12‑километровая дорога без твёрдого покрытия. На юге острова расположен Международный аэропорт Науру. Национальной науруанской авиакомпанией является «Nauru Airlines», в распоряжении которой находятся четыре самолёта Боинг-737.
На Науру имеется железная дорога (см. Железнодорожный транспорт в Науру) протяжённостью 3,9 км, связывающая район добычи фосфоритов в центре острова с портом на юго-западном побережье. 

Общественный транспорт отсутствует, большинство семей пользуется личными транспортными средствами.  

Имеется морское сообщение.

## Связь
Первые почтовые марки были выпущены на Науру в 1916 году. Они представляли собой марки Великобритании с надпечаткой «NAURU».
С сентября 1998 года на Науру появился интернет (его предоставляет компания «CenpacNet»), в т. ч. спутниковый. Подписные пользователи составляют, по приблизительным оценкам, лишь половину от общей численности интернет-аудитории на Науру. 

Ещё в мае 2001 года CenpacNet запустил в эксплуатацию несколько современных интернет-кафе под собственной торговой маркой. В них пользователям предоставляется доступ в Интернет по цене 5 долларов США за час. Кроме того, в кафе можно отсканировать документы и обработать цифровые фото.
Телекоммуникационная система острова развита достаточно хорошо. Многие общественные телефоны имеют прямой выход на международную систему IDD, однако ввиду того, что обслуживание ведётся через сети австралийских компаний, исходящие международные звонки осуществляются через операторов. В последнее время наблюдаются регулярные перебои со связью, поскольку иностранные компании, обслуживающие этот рынок, отказываются предоставлять свои услуги без предварительной их оплаты. 
Сотовая связь стандарта AMPS охватывает практически весь остров. Местные сети несовместимы со стандартом GSM, поэтому, в случае необходимости поддерживать постоянную связь, рекомендуется арендовать телефоны местных форматов в офисах сотовых операторов.
В начале 2003 года на Науру разразился острейший политический кризис, на роль президента претендовали сразу двое: Рене Харрис и Бернард Довийого. Во время вспыхнувших столкновений сгорела президентская резиденция и отключилась телефонная связь. Связь с внешним миром в течение нескольких недель осуществлялась только при заходе в порт судна со спутниковым телефоном.

## Денежная система и финансы
Денежной единицей Науру является австралийский доллар. 
Уровень инфляции на острове достаточно высокий — 4 % в 2001 году (в основном это связано с повышением на мировом рынке цен на нефть и расходов на её транспортировку). 
В 2000 году дефицит бюджета составил 10 млн австралийских долл. или около 18 % ВВП страны. Увеличился государственный долг — в 2000 году он составил 280 млн австралийских долл.
В начале XXI века правительство Науру столкнулось с множеством проблем в сфере финансов, прежде всего, из-за снижения экспорта фосфоритов. В результате в 2002 году страна не сумела вовремя погасить долги перед некоторыми кредиторами. Правительство продолжает полагаться на ресурсы Банка Науру, с помощью которого пытается решить проблемы дефицита бюджета и выплаты роялти.
Согласно прогнозам, государственные расходы в 2015 году составят менее 92 миллионов долларов США. 

### Налогообложение

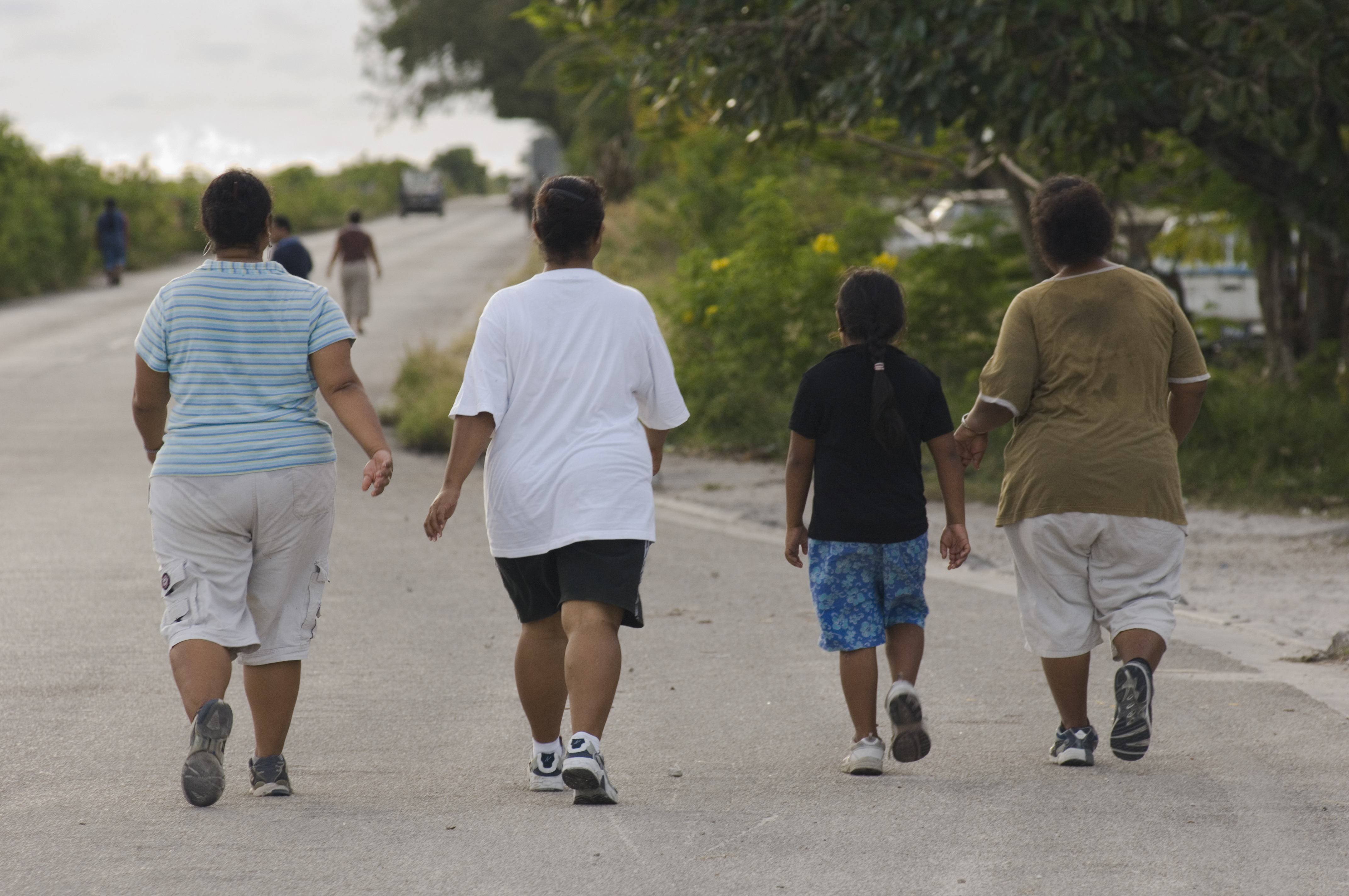
Группа жителей Науру, страдающих ожирением

Налог с продаж на Науру не взимается, однако на целый ряд товаров накладываются таможенные пошлины, правила взимания которых периодически меняются. 
Табачная продукция и алкоголь налогами не облагаются.
Налоги включают в себя аэропортовый налог на вылет и налог на проживание в отеле Meneñ. 
1 октября 2014 года в Науру впервые был введен подоходный налог, по которому лица с высоким доходом платили фиксированную ставку в размере 10 %. 
Бюджет на 2007-08 гг. предусматривал увеличение существующих акцизов на сигареты[уточнить] и пошлин на импорт. Также был введен налог на сладкие продукты, главным образом для борьбы с эпидемией диабета в Науру.

## Внешняя торговля
В 2017 году экспорт составил 24,7 млн долл., импорт — 35,6 млн долл.
Почти 70 % экспортной выручки приходится на фосфаты. Главные торговые партнёры — Австралия и Япония (доля каждой из этих стран 24 %), далее следует Южная Корея (16 %). 

Импортируются главным образом машины, оборудование, продовольствие и химические товары. Главный поставщик — Австралия (63 %), далее следуют Фиджи (12 %) и Индия (11 %).

## Взаимоотношения с Австралией

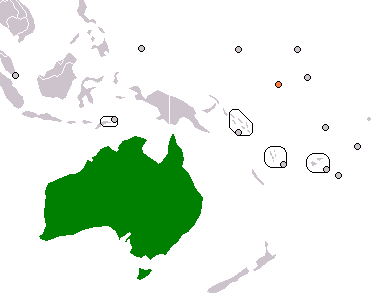
Австралия и Науру на карте мира

В настоящее время Науру сильно зависит от Австралии как основного источника финансовой поддержки. В 2001 году Науру подписала соглашение с Австралией о размещении на острове просителей убежища (в основном из Ирака и Афганистана) в обмен на помощь в размере миллионов долларов. Это соглашение, известное как «Тихоокеанское решение», прекратило свое действие в 2007 году, что вызвало обеспокоенность Науру по поводу будущих доходов острова. Австралия также направила финансовых экспертов в Науру, чтобы помочь крошечной нации преодолеть её экономические проблемы. Тем не менее, остаются серьёзные вопросы о долгосрочной жизнеспособности экономики Науру, с неопределенностью в отношении восстановления добываемых земель и замещения доходов от фосфатов.
В 2008 году начались переговоры между Австралией и Науру относительно будущего помощи Австралии последнему в целях экономического развития. Министр иностранных дел и финансов науруанец доктор Кирен Кеке заявил, что его стране не нужны подачки. Одним из возможных решений, которое в настоящее время изучается, было бы оказание Австралией помощи Науру в создании «индустрии ремонта лодок» для региональных рыболовных судов.